# Fränzi Aufdenblatten
Fränzi Aufdenblatten nació el 10 de febrero de 1981 en Zermatt (Suiza), es una esquiadora que tiene 1 victoria en la Copa del Mundo de Esquí Alpino (con un total de 4 podiums).

## Resultados

### Juegos Olímpicos de Invierno
- 2006 en Turín, Italia
  - Descenso: 12.ª
  - Eslalon Gigante: 16.ª
  - Super Gigante: 17.ª

### Campeonatos Mundiales
- 2003 en St. Moritz, Suiza
  - Super Gigante: 15.ª
  - Combinada: 15.ª
- 2005 en Bormio, Italia
  - Descenso: 15.ª
  - Super Gigante: 18.ª
  - Combinada: 18.ª
  - Eslalon Gigante: 26.ª
- 2007 en Åre, Suecia
  - Descenso: 14.ª
  - Super Gigante: 19.ª
  - Eslalon Gigante: 19.ª
- 2013 en Schladming, Austria
  - Super Gigante: 19.ª

### Copa del Mundo

#### Clasificación general Copa del Mundo
- 2001-2002: 61.ª
- 2002-2003: 54.ª
- 2003-2004: 18.ª
- 2004-2005: 51.ª
- 2005-2006: 21.ª
- 2006-2007: 24.ª
- 2007-2008: 30.ª
- 2008-2009: 26.ª
- 2009-2010: 34.ª
- 2010-2011: 47.ª
- 2011-2012: 37.ª

#### Clasificación por disciplinas (Top-10)
- 2005-2006:
  - Descenso: 5.ª
- 2008-2009:
  - Super Gigante: 9.ª

#### Victorias en la Copa del Mundo (1)

##### Super Gigante (1)
| Fecha                   | Lugar       |
| ----------------------- | ----------- |
| 20 de diciembre de 2009 | Val d'Isère |